# Nádudvar
Nádudvar é uma cidade da Hungria, situada no condado de Hajdú-Bihar. Tem 294,99 km² de área e sua população em 2019 foi estimada em 8.636 habitantes.